# Daisuke Nakaharai
Daisuke Nakaharai (jap. 中払 大介 Nakaharai Daisuke; ur. 22 maja 1977) – japoński piłkarz występujący na pozycji pomocnika.

## Kariera klubowa
Od 1996 do 2009 roku występował w klubach Avispa Fukuoka i Kyoto Sanga FC.